# Madara
Madara (bułg. Мадара) – wieś we wschodniej Bułgarii, w Obwodzie Szumen, mieszka tu 1230 osób (stan z roku 2005).
W okolicach Madary zachowały się liczne zabytki archeologiczne z okresu średniowiecza (datuje się je na okres od VIII do XIV wieku). Najsłynniejszym zabytkiem jest wpisana na listę światowego dziedzictwa UNESCO płaskorzeźba postaci na koniu przebijającej włócznią lwa, zwana Jeźdźcem z Madary. Rzeźba powstała prawdopodobnie na początku VIII wieku dla upamiętnienia zwycięstwa chana Terweła nad wrogami.
Ponad rzeźbą, na szczycie urwiska znajdują się pozostałości fortyfikacji z czasów Pierwszego Państwa Bułgarskiego. Wały obronne, chroniące niegdyś pobliskie miasta Pliska i Tresław, wzniesiono na miejscu dawnej trackiej twierdzy z V wieku.
W okolicy odkryto także resztki czterech świątyń: trackiej, protobułgarskiej, rzymskiej (z I wieku) i wczesnochrześcijańskiej bazyliki. W pobliskich jaskiniach odnaleziono także ślady bytności człowieka z paleolitu i neolitu.